# Universidad real de Nom Pen
La Universidad real de Nom Pen es la universidad más antigua y más grande del país asiático de Camboya, situado en la capital nacional la ciudad de Nom Pen. Alberga más de 10.000 estudiantes en una amplia gama de programas de pregrado y postgrado. Ofrece titulaciones en campos como las ciencias, las humanidades y las ciencias sociales, así como cursos de formación profesional en campos como la informática, la electrónica, la psicología y el turismo.